# OSG Willem Blaeu
Het OSG Willem Blaeu is een Nederlandse school voor voortgezet onderwijs in Alkmaar met één vestiging aan de Robonsbosweg. Verder participeert het Willem Blaeu in het Van der Meij College.
Het heeft openbaar onderwijs in de richtingen vmbo, havo en vwo. Het is een zogenaamde Lootschool en heeft Sportklassen. Ook heeft het een Tweetalig onderwijs en tweetalig havo.
De school is vernoemd naar Willem Blaeu, een in Alkmaar geboren cartograaf en uitgever.
Het OSG Willem Blaeu is lid van de Stichting Openbaar Voortgezet Onderwijs Noord-Holland-Noord (SOVON).

## Bron
1. ↑  Stichting Openbaar Voortgezet Onderwijs Noord-Holland-Noord